# Mitchell (Iowa)
Mitchell – miasto w Stanach Zjednoczonych, w stanie Iowa, w hrabstwie Mitchell. Zgodnie ze spisem statystycznym z 2000 roku, miasto liczyło 155 mieszkańców.